# Luật Phổ biến, giáo dục pháp luật 2012
Luật Phổ biến, giáo dục pháp luật 2012 (số ký hiệu: 14/2012/QH13, tên quốc tế: 2012 Law on Legal Popularization and Education) là văn bản quy phạm pháp luật quy định về lĩnh vực phổ biến, giáo dục pháp luật của Việt Nam. Từ những năm 2000, vấn đề về phổ biến, giáo dục pháp luật được đề cập đến trong chủ trương của Đảng Cộng sản, thực hiện theo chương trình của Chính phủ, trên cơ sở xây dựng nhà nước pháp quyền xã hội chủ nghĩa thì mục tiêu nâng cao nhận thức pháp luật, ý thức chấp hành pháp luật của người dân, xây dựng tinh thần thượng tôn pháp luật, quản lý xã hội bằng pháp luật được đặt ra, và xác định một trong những giải pháp quan trọng nhất để đạt mục tiêu này đó là hoàn thiện thể chế phổ biến, giáo dục pháp luật. Lấy Bộ Tư pháp làm cơ quan chính trong toàn bộ các quá trình từ nghiên cứu, đề nghị, soạn thảo, thẩm định trình rồi thông qua, đạo luật trở thành luật đầu tiên về lĩnh vực này được ban hành năm 2012 bởi Quốc hội Việt Nam khóa XIII, có hiệu lực từ ngày 1 tháng 1 năm 2013.
Luật gồm 5 chương, 41 điều, quy định 3 vấn đề về phổ biến, giáo dục pháp luật gồm quyền được thông tin về pháp luật và trách nhiệm tìm hiểu, học tập pháp luật của công dân Việt Nam; nội dung, hình thức lĩnh vực; và trách nhiệm của cơ quan, tổ chức, cá nhân có thẩm quyền cùng các điều kiện bảo đảm cho công tác phổ biến, giáo dục pháp luật. Với các nội dung vừa bao quát hệ thống pháp luật, vừa cụ thể các vấn đề trọng tâm, đi kèm nhiều loại hình thức, hoạt động mà luật hướng về được bao trùm từ trung ương cho đến cơ sở, đi vào giáo dục quốc dân từ mầm non cho đến đại học, sử dụng chức danh báo cáo viên, tuyên truyền viên pháp luật, và xã hội hóa bằng việc kêu gọi các tổ chức xã hội cùng tham gia. Bên cạnh đó, ngày 9 tháng 11 được chọn làm "Ngày Pháp luật nước Cộng hòa xã hội chủ nghĩa Việt Nam".

## Bối cảnh
Những năm 2000, Đảng Cộng sản đề cập tới chủ trương phổ biến, giáo dục pháp luật theo hướng đưa hoạt động này vào phương hướng xây dựng nhà nước pháp quyền xã hội chủ nghĩa. Các văn kiện chính trị, văn bản quy phạm liên quan được ban hành như chỉ thị số 32 năm 2003 của Ban Bí thư Trung ương Đảng khẳng định hoạt động này là nhiệm vụ thường xuyên, liên tục của các cơ quan Đảng, Nhà nước và cả hệ thống chính trị, đồng thời là một bộ phận của công tác giáo dục chính trị, tư tưởng. Các Thủ tướng Chính phủ Phan Văn Khải, Nguyễn Tấn Dũng đã ban hành các chương trình như phổ biến, giáo dục pháp luật giai đoạn 2003–07, rồi phê duyệt chương trình hành động quốc gia nâng cao ý thức chấp hành pháp luật cho cán bộ, nhân dân ở cấp xã năm 2005–10, 2008–12. Các bộ ngành và chính quyền địa phương cũng thực hiện các chương trình, kế hoạch, lấy Bộ Tư pháp là cơ quan trung tâm chịu trách nhiệm chính về lĩnh vực này.
Trong hơn 10 năm thực hiện, năm 2010, Bộ Tư pháp tiến hành phân tích, đánh giá, báo cáo về vấn đề này, chỉ ra những hạn chế. Thứ nhất, Bộ nhận định như hệ thống văn bản quy phạm pháp luật về phổ biến, giáo dục pháp luật còn tản mạn, chưa đồng bộ, chủ yếu dưới dạng thông tư, chưa có văn bản có hiệu lực pháp lý cao như luật hay nghị quyết của Quốc hội, nên việc triển khai thực hiện gặp nhiều khó khăn, đặc biệt là trong việc xác định và phân công trách nhiệm của các bộ, ngành, địa phương thực hiện hoạt động trong nhà trường, chưa có cơ chế phối hợp, từ đây khiến cho việc huy động nguồn lực tạo điều kiện cho công tác này chưa rộng khắp. Thứ hai, nhận thức của một số cấp ủy Đảng, Nhà nước chưa đầy đủ, tương xứng với vị trí, vai trò, tầm quan trọng của công tác này, khiến cho hoạt động này vẫn chưa thực sự đáp ứng được yêu cầu xã hội, hoạt động ở nhiều nơi vẫn còn mang tính phong trào, hình thức, chưa đi sâu vào những nội dung pháp luật mà người dân cần và hiệu quả chưa cao. Từ đó, sự thiếu hiểu biết về pháp luật là một trong các nguyên nhân của tình hình vi phạm pháp luật lúc bấy giờ. Thứ ba, đội ngũ báo cáo viên, tuyên truyền viên pháp luật – các chức danh tư pháp thực hiện phổ biến, giáo dục pháp luật – ở nhiều nơi đặc biệt là cấp cơ sở còn thiếu về số lượng, trình độ chuyên môn thấp. Bộ Tư pháp kết luận rằng do đội ngũ này hoạt động bán chuyên trách, lại chưa có cơ chế rõ ràng trong việc quản lý, sử dụng, nên hiệu quả hoạt động chưa cao. Và thứ tư, kinh phí, cơ sở vật chất, phương tiện dành cho công tác này còn ít, nhất là ở cấp xã, miền núi, vùng sâu, vùng xa.

## Mục tiêu dựng luật
Theo bối cảnh dẫn tới mục tiêu khắc phục hạn chế, đồng thời phù hợp với Nghị quyết 48 của Bộ Chính trị vào năm 2005 về "phát triển hệ thống thông tin và phổ biến, giáo dục pháp luật", đề nghị xây dựng một đạo luật riêng biệt quy định về phổ biến, giáo dục pháp luật ra đời, và là một trong những bước đi cụ thể nhằm thể chế hóa chủ trương của Đảng về hoàn thiện thể chế trong lĩnh vực này. Các mục tiêu gồm: tạo cơ sở pháp lý đồng bộ, thống nhất cho công tác quản lý nhà nước trong lĩnh vực này, nâng cao hiệu quả hoạt động, tạo điều kiện nâng cao hiểu biết pháp luật và ý thức pháp luật của cán bộ, công chức, viên chức và người dân; góp phần nâng cao nhận thức về vị trí, vai trò của pháp luật và công tác này trong đời sống xã hội cũng như ý thức trách nhiệm trong thi hành và chấp hành pháp luật của các cơ quan, tổ chức và mọi công dân Việt Nam; tạo cơ chế đồng bộ, thống nhất và tổng thể để xây dựng nguồn nhân lực cho công tác này, tăng cường số lượng và nâng cao chất lượng, hiệu quả hoạt động của đội ngũ cán bộ làm công tác. Bên cạnh đó là tạo cơ sở pháp lý trong việc huy động các cơ quan, tổ chức và địa phương tham gia công tác này; tăng cường cơ chế phối hợp và phân công trách nhiệm của các cơ quan, tổ chức; thúc đẩy, khuyến khích và thu hút sự quan tâm của Nhà nước và toàn xã hội theo hướng xã hội hóa công tác phổ biến, giáo dục pháp luật và tranh thủ các nguồn hỗ trợ, tài trợ của các tổ chức và cá nhân nước ngoài đối với công tác này. Và dựng luật này thể hiện sự công khai, minh bạch các chính sách, pháp luật của Nhà nước thông qua hoạt động này để mọi cơ quan, tổ chức, cá nhân và doanh nghiệp đều có quyền và được tạo điều kiện thuận lợi để tiếp cận thông tin về chính sách và pháp luật.

## Soạn thảo, ban hành
Sau khi được Chính phủ thông qua đề nghị, được Quốc hội thông qua chương trình, Ủy ban Thường vụ Quốc hội thành lập Ban soạn thảo với Trưởng ban là Bộ trưởng Tư pháp Hà Hùng Cường, tiến hành xây dựng dự án luật do Bộ Tư pháp đã chủ trì, phối hợp với các cơ quan ở trung ương, địa phương, dự án Chương trình Phát triển của Liên Hợp Quốc, tiến hành khảo sát công tác phổ biến, giáo dục pháp luật tại một số cơ quan trung ương, tỉnh, huyện, xã, với nhiều đối tượng như: cán bộ, công chức trong đó có công chức tư pháp – hộ tịch cấp xã, luật sư, tư vấn viên pháp luật, cán bộ đoàn thể và người dân, đồng thời rà soát các quy phạm có liên quan. Tổ biên tập dự án luật được thành lập ngày 1 tháng 8 năm 2008 với sự tham gia của đại diện lãnh đạo Bộ Tư pháp, Văn phòng Chính phủ, Bộ Tài chính, Bộ Thông tin và Truyền thông, Ủy ban Trung ương Mặt trận Tổ quốc Việt Nam, Bộ Quốc phòng, Ủy ban Dân tộc và một số chuyên gia, nhà khoa học. Cũng trong giai đoạn này, Bộ Tư pháp đã tổ chức nghiên cứu và bảo vệ thành công đề tài khoa học cấp Bộ với chủ đề "Một số vấn đề lý luận và thực tiễn về việc xây dựng Luật Phổ biến, giáo dục pháp luật" để nghiên cứu cơ sở về lý luận và thực tiễn của hoạt động này, tổ chức một số đoàn công tác khảo sát, nghiên cứu kinh nghiệm ở một số nước trên thế giới như Đức, Pháp, Úc, Singapore, Hoa Kỳ để làm cơ sở xây dựng dự án luật. Để chỉnh lý, hoàn thiện dự thảo, Ban soạn thảo, Tổ biên tập đã tổ chức nhiều cuộc họp cho ý kiến. Hội đồng Khoa học của Bộ đã cho ý kiến vào dự thảo luật. Ban soạn thảo tổ chức lấy ý kiến các cơ quan, tổ chức, cá nhân vào dự thảo lần 3 trên Cổng thông tin điện tử của Bộ Tư pháp, và sau đó, trên cơ sở các ý kiến góp ý, Ban soạn thảo đã xây dựng, chỉnh lý đến dự thảo lần thứ 10 của luật, rồi thẩm định trình Chính phủ, trình Quốc hội. Sau hơn 4 năm kể từ lúc bắt đầu dự án, tại kỳ họp thứ 3 của Quốc hội khóa XIII, Luật Phổ biến, giáo dục pháp luật 2012 được thông qua.

## Cấu trúc
Luật có 5 chương, 41 điều, là đạo luật riêng và đầu tiên quy định cụ thể về lĩnh vực phổ biến, giáo dục pháp luật ở Việt Nam, có hiệu lực thi hành từ ngày 1 tháng 1 năm 2013.
| Chương | Tên                                                                    | Điều  | Tổng |
| ------ | ---------------------------------------------------------------------- | ----- | ---- |
| I      | Những quy định chung                                                   | 1–9   | 9    |
| II     | Nội dung, hình thức phổ biến, giáo dục pháp luật                       | 10–24 | 15   |
| III    | Trách nhiệm phổ biến, giáo dục pháp luật của cơ quan, tổ chức, cá nhân | 25–37 | 13   |
| IV     | Các điều kiện bảo đảm cho công tác phổ biến, giáo dục pháp luật        | 38–39 | 2    |
| V      | Điều khoản thi hành                                                    | 40–41 | 2    |
| 5      | Tổng cộng                                                              | 41    | 41   |

## Nội dung chung
Luật khẳng định công dân có quyền được thông tin về pháp luật và có trách nhiệm chủ động tìm hiểu, học tập pháp luật, đồng thời xác định trách nhiệm của Nhà nước bảo đảm, tạo điều kiện cho công dân thực hiện quyền đó. Quyền này của công dân được cụ thể hóa tại các điều khoản về tư vấn, hướng dẫn tìm hiểu pháp luật, cung cấp thông tin, tài liệu pháp luật, đáp ứng phù hợp với các vùng miền địa phương thành thị hay nông thôn khác nhau. Với nguyên tắc lấy Nhà nước giữ vai trò nòng cốt, luật xác định chính sách xã hội hóa công tác này, có nguyên một điều khoản riêng quy định, trong đó giao Chính phủ căn cứ tình hình kinh tế – xã hội của từng thời kỳ để quy định cụ thể chính sách hỗ trợ đối với chủ thể tham gia thực hiện phổ biến, giáo dục pháp luật. Bên cạnh đó, luật đã thể hiện chính sách này tại các quy định về hình thức như: hòa giải ở cơ sở, khai thác tủ sách pháp luật, lồng ghép trong hoạt động văn hóa, văn nghệ, sinh hoạt của tổ chức chính trị và đoàn thể, câu lạc bộ và các thiết chế văn hóa khác ở cơ sở; quy định khuyến khích và có chính sách hỗ trợ, tạo điều kiện đối với các chủ thể tham gia thực hiện, trách nhiệm của Ủy ban Trung ương Mặt trận Tổ quốc Việt Nam, trách nhiệm của các tổ chức liên quan về pháp luật, của gia đình, và những người được mời tham gia. Ngoài công dân thông thường, luật cũng quy định các đối tượng đặc biệt được phổ biến, giáo dục pháp luật theo các nội dung, hình thức tương thích là người dân ở vùng dân tộc thiểu số, miền núi, vùng sâu, vùng xa, biên giới, ven biển, hải đảo, vùng có điều kiện kinh tế – xã hội đặc biệt khó khăn và ngư dân, người lao động trong các doanh nghiệp, nạn nhân bạo lực gia đình, người khuyết tật, người đang chấp hành hình phạt tù, đang bị áp dụng biện pháp đưa vào trường giáo dưỡng, cơ sở giáo dục bắt buộc, cơ sở cai nghiện bắt buộc, và người đang bị áp dụng biện pháp giáo dục tại cấp xã, bị phạt tù được hưởng án treo.

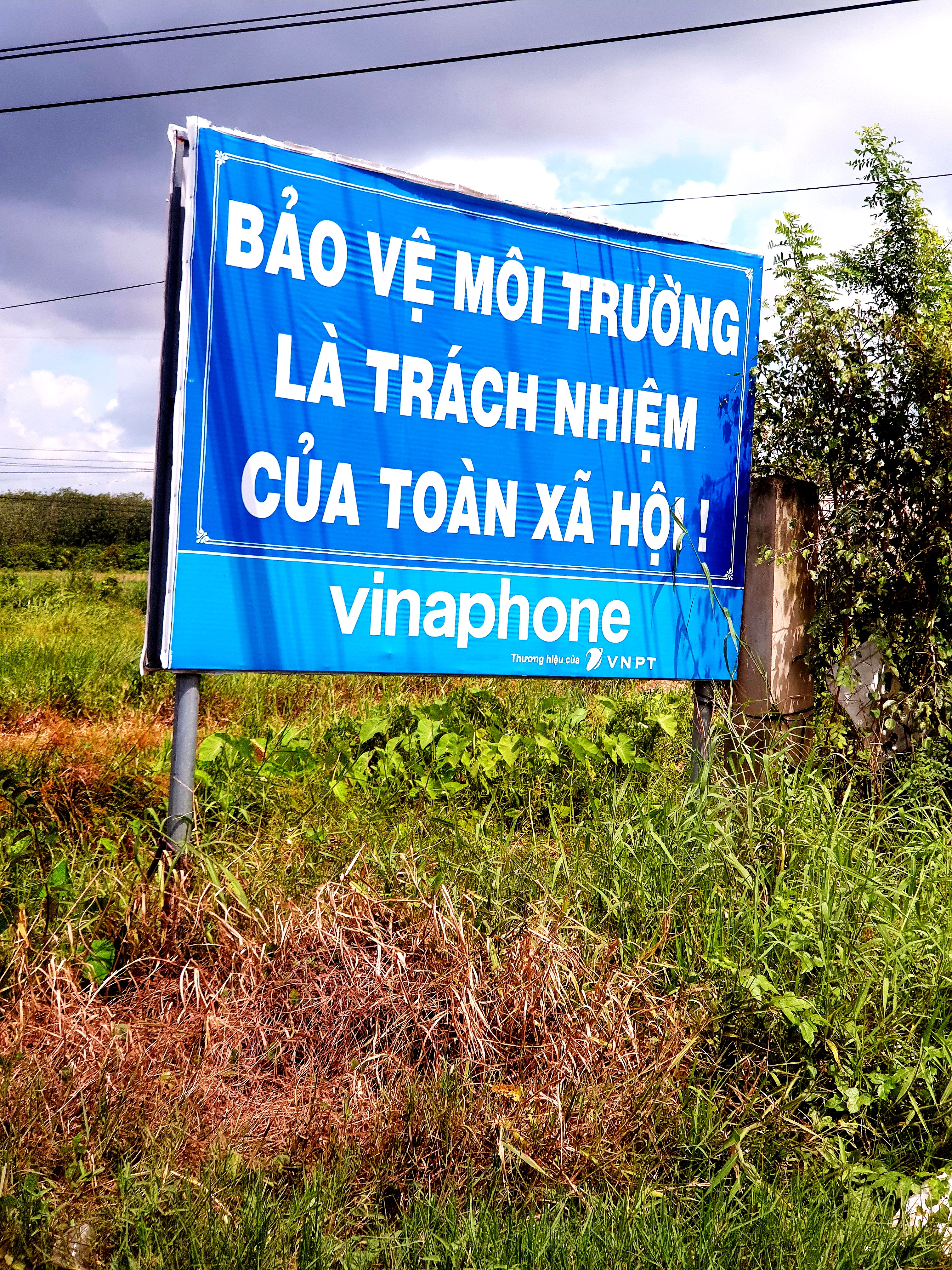
Phố biến, giáo dục pháp luật về bảo vệ môi trường – Điều 43 Hiến pháp 2013 – theo hình thức áp phích và sự tham gia của doanh nghiệp.

Về nguyên tắc, luật định nội dung hoạt động phổ biến, giáo dục pháp luật phải bảo đảm bao quát tất cả các văn bản quy phạm pháp luật được ban hành, hiển nhiên lấy Hiến pháp là văn bản cao nhất. Tuy nhiên, do số lượng văn bản được ban hành hằng năm là quá lớn lại thuộc mọi lĩnh vực của đời sống xã hội nên để công tác này đem lại hiệu quả thiết thực thì luật hướng về việc lựa chọn các lĩnh vực có liên quan trực tiếp đến đời sống và hoạt động nghề nghiệp của người dân hoặc tác động trực tiếp đến những ngành, lĩnh vực nhất địn, gồm dân sự, hình sự, hành chính, hôn nhân và gia đình, bình đẳng giới, đất đai, xây dựng, bảo vệ môi trường, lao động, giáo dục, y tế, quốc phòng, an ninh, giao thông, quyền và nghĩa vụ cơ bản của công dân, quyền hạn và trách nhiệm của cơ quan nhà nước, cán bộ, công chức, các văn bản quy phạm pháp luật mới được ban hành, các điều ước quốc tế mà Việt Nam là thành viên, các thỏa thuận quốc tế. Bên cạnh đó, nội dung hoạt động này còn bao gồm các ý thức như tôn trọng và chấp hành pháp luật, bảo vệ pháp luật; lợi ích của việc chấp hành pháp luật; gương người tốt, việc tốt trong thực hiện pháp luật nhằm góp phần tạo niềm tin vào pháp luật, xây dựng con người mới vừa có hiểu biết pháp luật, vừa có ý thức chấp hành pháp luật.
Về hình thức phổ biến, giáo dục pháp luật thì bao gồm họp báo, thông cáo báo chí hoặc phổ biến trực tiếp; tư vấn, hướng dẫn tìm hiểu, cung cấp thông tin, tài liệu; thực hiện thông qua các phương tiện thông tin đại chúng, loa truyền thanh, internet, panel, áp phích, tranh cổ động hoặc đăng tải trên công báo; đăng tải thông tin pháp luật trên trang thông tin điện tử hoặc niêm yết tại trụ sở, bảng tin của cơ quan, tổ chức, khu dân cư; tổ chức thi tìm hiểu pháp luật; thực hiện thông qua công tác xét xử, xử lý vi phạm hành chính, hoạt động tiếp công dân, giải quyết khiếu nại, tố cáo của công dân; thông qua hoạt động trợ giúp pháp lý, hòa giải ở cơ sở; lồng ghép trong hoạt động văn hóa, văn nghệ, sinh hoạt của tổ chức chính trị và các đoàn thể, câu lạc bộ, tủ sách pháp luật và các thiết chế văn hóa khác ở cơ sở; thông qua chương trình giáo dục pháp luật trong các cơ sở giáo dục của hệ thống giáo dục quốc dân. Để cụ thể hóa các hình thức này, luật cũng có các điều quy định cụ thể hình thức riêng. Trong đó, hình thức đăng tải thông tin pháp luật trên trang thông tin điện tử và công tác trên các phương tiện thông tin đại chúng được luật quy định cụ thể các cơ quan, tổ chức có trách nhiệm thực hiện các hình thức này để bảo đảm tính khả thi, tăng cường trách nhiệm của cơ quan, tổ chức.

## Ngày Pháp luật và giáo dục quốc dân

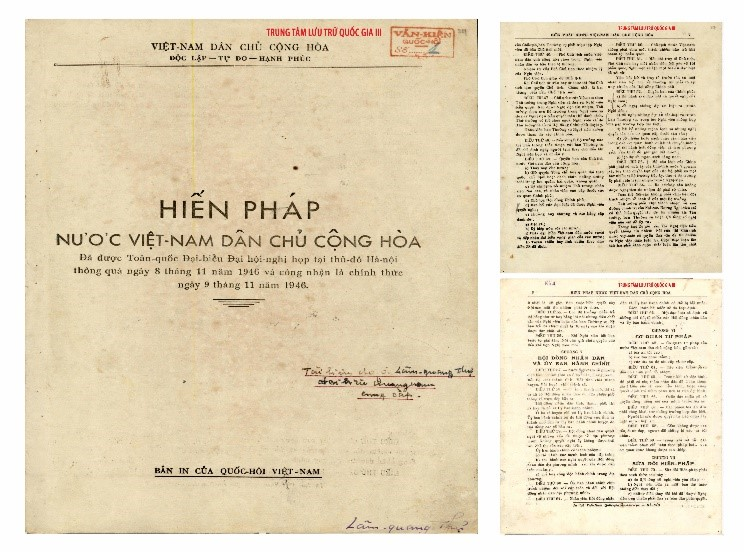
Hiến pháp Việt Nam Dân chủ Cộng hòa 1946 được thông qua ngày 8 tháng 11, công nhận chính thức ngày 9 tháng 11, nay là Ngày Pháp luật nước Cộng hòa xã hội chủ nghĩa Việt Nam.

Luật lấy ngày 9 tháng 11 – ngày ban hành Hiến pháp 1946 là "Ngày Pháp luật nước Cộng hoà xã hội chủ nghĩa Việt Nam" nhằm tôn vinh Hiến pháp, pháp luật, giáo dục ý thức thượng tôn pháp luật của cán bộ, công chức, viên chức, người dân và doanh nhân. Trong quá trình xây dựng luật có ý kiến đề nghị lấy tên gọi ngày này là "Ngày Hiến pháp" trên cơ sở tham khảo mô hình Ngày Hiến pháp của một số nước, tuy nhiên, đa số ý kiến hướng về "Ngày Pháp luật", theo hướng cách làm mới, tích cực, góp phần đa dạng hóa các hình thức của hoạt động phổ biến, giáo dục pháp luật. Từ sáng kiến trước đó của một số tỉnh, trong năm 2010, Hội đồng phối hợp công tác phổ biến, giáo dục pháp luật của Chính phủ đã hướng dẫn việc nhân rộng Ngày Pháp luật trên phạm vi cả nước. Tính đến ngày 31 tháng 5 năm 2012, đã có 63/63 tỉnh, thành và 6 bộ, ngành triển khai thực hiện mô hình này. Trong Ngày Pháp luật này, cả nước sẽ tổ chức đợt cao điểm về phổ biến, giáo dục pháp luật, tập trung các văn bản pháp luật mới ban hành, giúp các chủ thể hiểu sâu hơn và đặt câu hỏi thảo luận khi sinh hoạt pháp luật. Cũng trong Ngày Pháp luật, các cơ quan, đoàn thể tổ chức khen thưởng, tôn vinh các tổ chức, cá nhân có thành tích xuất sắc trong công tác này.
Luật khẳng định giáo dục pháp luật trong các cơ sở giáo dục của hệ thống giáo dục quốc dân, được lồng ghép trong chương trình giáo dục của các cấp học và trình độ đào tạo, và là một nội dung trong chương trình giáo dục mầm non, tiểu học, trung học cơ sở, trung học phổ thông, giáo dục nghề nghiệp, giáo dục đại học. Chương trình giáo dục mầm non và tiểu học được lồng ghép thông qua nội dung giáo dục đạo đức, hình thành thói quen phù hợp với chuẩn mực đạo đức của xã hội, ý thức kỷ luật, tinh thần đoàn kết, tinh thần tự giác, tạo tiền đề hình thành ý thức pháp luật. Ở chương trình giáo dục trung học cơ sở, trung học phổ thông thì trang bị kiến thức ban đầu về quyền, nghĩa vụ của công dân, rèn luyện thói quen, ý thức tôn trọng và chấp hành pháp luật. Cấp cao hơn là giáo dục nghề nghiệp, giáo dục đại học thì trang bị kiến thức cơ bản về nhà nước và pháp luật, kiến thức pháp luật liên quan đến ngành, nghề đào tạo. Việc tiến hành công tác này trong hệ thống giáo dục quốc dân được thực hiện bằng 2 hình thức là giáo dục chính khóa thông qua việc lồng ghép trong các hoạt động giáo dục ở cấp mầm non; môn học đạo đức ở cấp tiểu học; môn học giáo dục công dân ở cấp trung học cơ sở, trung học phổ thông; môn học pháp luật, pháp luật đại cương, pháp luật chuyên ngành tại cơ sở giáo dục nghề nghiệp, cơ sở giáo dục đại học; các môn học trong cơ sở giáo dục khác của hệ thống giáo dục quốc dân và hình thức còn lại là giáo dục ngoại khóa và các hoạt động giáo dục ngoài giờ lên lớp.

## Báo cáo viên, tuyên truyền viên
Luật định báo cáo viên pháp luật có vị trí rất quan trọng, giữ vai trò nòng cốt trong công tác phổ biến, giáo dục pháp luật. Theo đó, báo cáo viên pháp luật là cán bộ, công chức, viên chức và sĩ quan trong lực lượng vũ trang nhân dân được cơ quan có thẩm quyền ra quyết định công nhận để kiêm nhiệm thực hiện hoạt động này, và phải có các tiêu chuẩn như: có uy tín trong công tác, có bằng đại học luật và thời gian công tác trong lĩnh vực pháp luật ít nhất là 2 năm; hoặc ít nhất 3 năm nếu không có bằng luật mà là bằng đại học ngành khác. Có ý kiến cho rằng tiêu chuẩn này là cao, hạn chế sự phát triển của đội ngũ này. Tuy nhiên, đa số ý kiến nhất trí tiêu chuẩn là cần thiết do hoạt động này đòi hỏi phải chuẩn xác, đúng pháp luật. Thẩm quyền quyết định công nhận chức vụ này thuộc Bộ trưởng Tư pháp đối với báo cáo viên pháp luật trung ương, thuộc Chủ tịch Ủy ban nhân dân cấp tỉnh, cấp huyện đối với báo cáo viên cùng cấp.
Với những người có kiến thức hoặc kinh nghiệm về pháp luật nhưng không đủ các điều kiện khác để được công nhận làm báo cáo viên pháp luật thì vẫn có thể tham gia hoạt động này với tư cách là tuyên truyền viên pháp luật hoặc là người được mời tham gia ở cơ sở. Việc quy định tuyên truyền viên phục vụ ở cơ sở nhằm cụ thể hóa chính sách xã hội hóa, huy động đông đảo những người có kiến thức, hiểu biết pháp luật. Theo đó, người có uy tín, kiến thức, am hiểu về pháp luật được xem xét để công nhận là tuyên truyền viên pháp luật ở cấp xã hoặc được mời tham gia hoạt động ở cơ sở là làng, xóm, bản, do Chủ tịch Ủy ban nhân dân cấp xã quyết định công nhận.